# Stichophthalma cambodia
Stichophthalma cambodia är en fjärilsart som beskrevs av William Chapman Hewitson 1862. Stichophthalma cambodia ingår i släktet Stichophthalma och familjen praktfjärilar. Inga underarter finns listade i Catalogue of Life.

## Bildgalleri

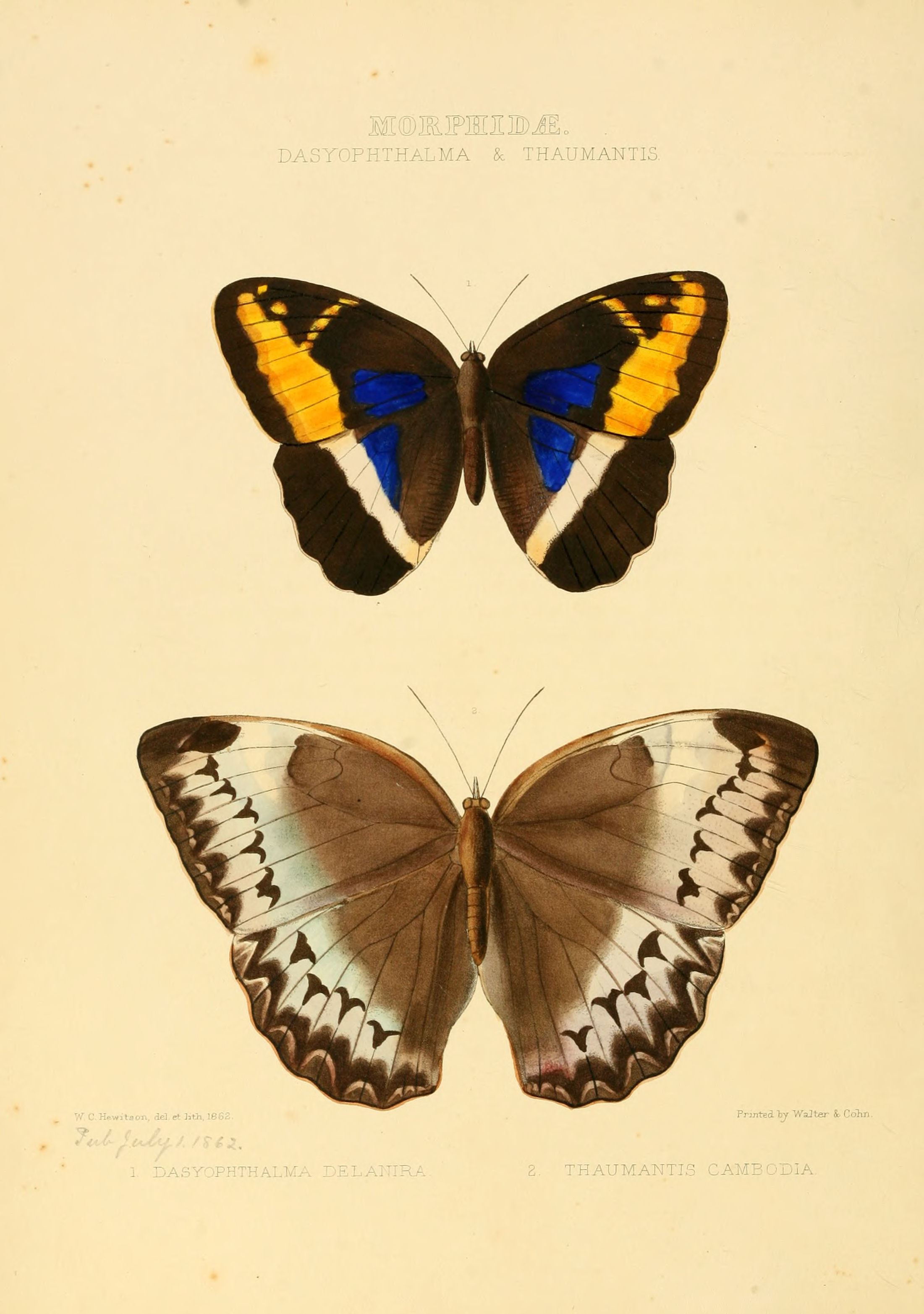